# Hradec Králové (huyện)
Huyện Hradec Králové (tiếng Séc: Okres Hradec Králové) là một huyện (okres) nằm trong vùng Hradec Králové của Cộng hòa Séc. Huyện Hradec Králové có diện tích 875 km², dân số năm 2002 là 159622 người. Thủ phủ huyện đóng ở Hradec Králové. Huyện này có 101 khu tự quản.

## Các khu tự quản
Huyện Hradec Králové có 101 khu tự quản sau: